# Trachycorystes
Trachycorystes es un género de peces de la familia Auchenipteridae en el orden de los Siluriformes.

## Especies
Las especies de este género son:
- Trachycorystes cratensis Miranda Ribeiro, 1937
- Trachycorystes menezesi Britski y Akama, 2011[2]
- Trachycorystes porosus Eigenmann y Eigenmann, 1888
- Trachycorystes trachycorystes (Valenciennes, 1840)